# Nerima

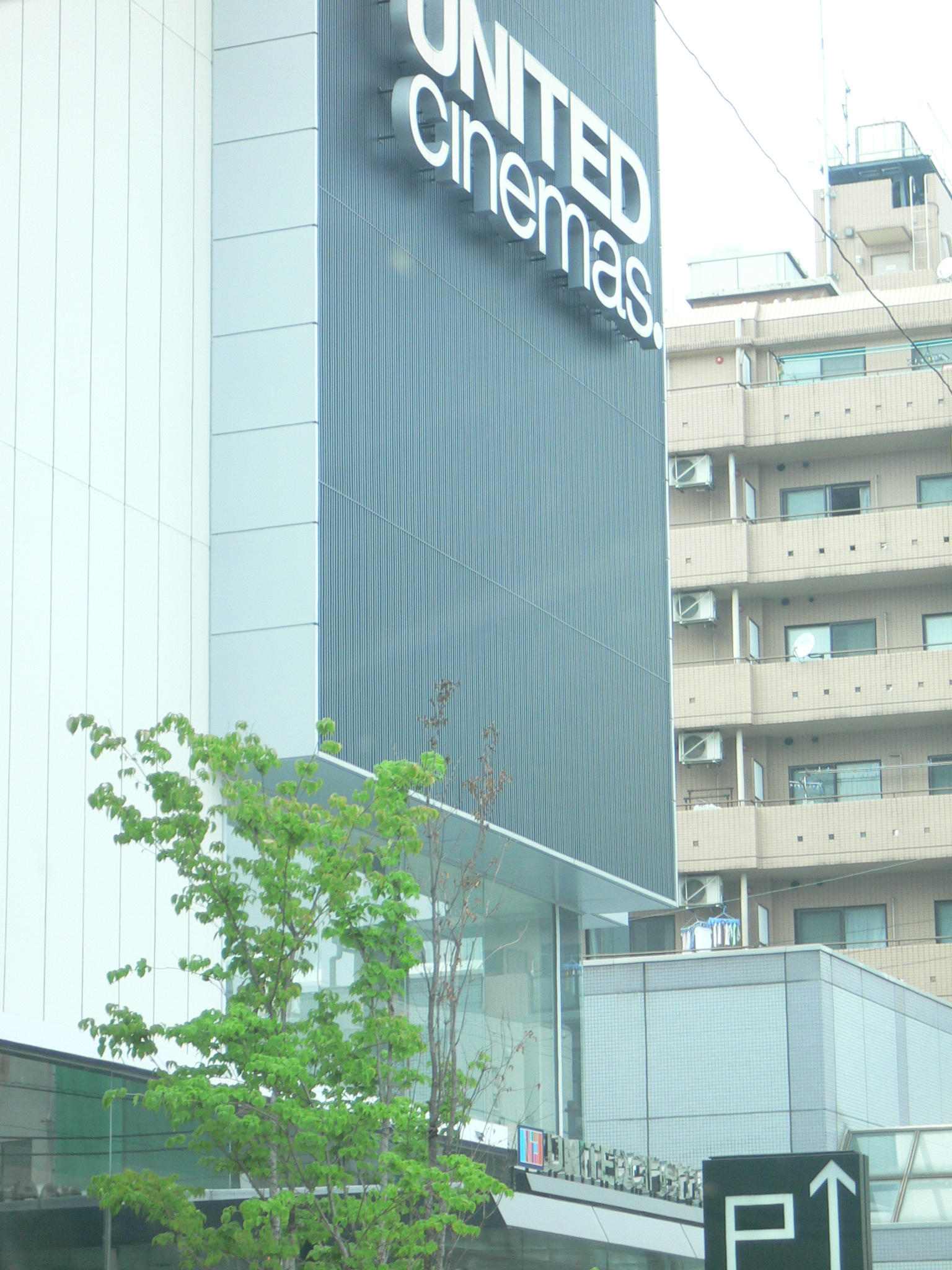
United Cinemas, ett av många filmbolag i Nerima.

Nerima (japanska: 練馬区?, Nerima-ku) är en stadsdelskommun i Tokyo. Den bildades som Tokyos 23:e stadsdelskommun 1 augusti 1947, sedan reformen i mars samma år då Tokyo delades upp i 22 ku var den en del av Itabashi-ku.
Nerima är känt bland annat för sina många animestudior och andra filmproduktionsbolag. Många animefilmer och -serier utspelar sig också i Nerima, till exempel Doraemon.[källa behövs]
Kommunen delas in i 46 administrativa stadsdelar, däribland Hikarigaoka, Nerima och Fujimidai.
Borgmästare sedan år 2003 är Shimura Toshirō (志村豊志郎).

## Kommunikationer
Allmänna kommunikationer i Nerima domineras av Seibus pendeltågslinjer. Främst Ikebukuro-linjen som går genom kommunen i öst-västlig och har 9 stationer i Nerima, bland annat Nerima station i stadens administrativa och kommersiella centrum och ger anslutning till Ikebukuro. Även Shinjukulinjen går genom de södra delarna av Nerima och ger anslutning till Shinjuku. Oedo-linjen i Toeis tunnelbana går via Nerima station till det befolkningsrika Hikarigaoka och ger direkt anslutning till Shinjuku och stora delar av Tokyos innerstad. Fukutoshin-linjen och Yūrakuchō-linjen i Tokyo Metros tunnelbanesystem går genom östra Nerima och har även genomgående trafik till Seibu Ikebukuro-linjen, som därigenom får direkt anslutning till stora delar av Tokyo och ner till Yokohama.